# شارلینتسه (دویواتس)
شارلینتسه (به صربی: Šarlince) یک منطقهٔ مسکونی در صربستان است که در دویواتس واقع شده‌است.